# Droga wojewódzka 526
Die Droga wojewódzka 526 (DW 526) ist eine polnische Woiwodschaftsstraße, die die beiden Woiwodschaften Ermland-Masuren und Pommern miteinander verbindet. Sie verläuft in Nord-Süd-Richtung durch das Gebiet des Powiat Elbląski (Kreis Elbing) sowie des Powiat Sztumski (Kreis Stuhm) und sorgt für den Anschluss der Woiwodschaftsstraße DW 519 an die Schnellstraße 7 bzw. Landesstraße 7 (auch: Europastraße 77) sowie an die DW 505, DW 513 und DW 527. Ihre Gesamtlänge beträgt 34 Kilometer.

## Streckenverlauf
Woiwodschaft Ermland-Masuren:
Powiat Elbląski (Kreis Elbing):
* Pasłęk (Preußisch Holland) (→ S 7: Danzig – Elbląg (Elbing) – Ostróda (Osterode (Ostpreußen)) – Warschau – Chyżne/Slowakei, DW 505: Frombork (Frauenburg) – Młynary (Mühlhausen (Ostpreußen)) – Pasłęk, DW 513: Pasłęk – Orneta (Wormditt) – Lidzbark Warmiński (Heilsberg) – Wozławki (Wuslack), und DW 527: Dzierzgoń (Christburg) ↔ Morąg (Mohrungen) – Olsztyn (Allenstein))
* Krasin (Schönfeld)
~ Kanał Elbląski (Oberländischer Kanal) ~
* Śliwica (Nahmgeist)
~ Kanał Elbląski ~
* Kąty (Kanthen)
~ Kanał Elbląski ~
* Lepno (Löpen)
* Gołutowo (Günthersdorf)
Woiwodschaft Pommern:
Powiat Sztumski (Kreis Stuhm):
* Skolwity (Skollwitten)
* Myślice (Miswalde)
X Staatsbahnlinie Nr. 222 Małdyty (Maldeuten) – Malbork (Marienburg (Westpreußen)) und ehemalige Bahnstrecke Myślice – Szlachta X
* Pronie (Prohnen)
* Milikowo (Heinrichdorf)
* Przezmark (Preußisch Mark) (→ DW 519: Stary Dzierzgoń (Alt Christburg) – Małdyty (Maldeuten) – Morąg (Mohrungen))